# خلومک
خلومک (به چکی: Chlumek) یک منطقهٔ مسکونی در جمهوری چک است که در ناحیه ژدار ناد سازاووو واقع شده‌است. خلومک ۶٫۵۶ کیلومتر مربع مساحت و ۱۸۳ نفر جمعیت دارد و ۵۷۸ متر بالاتر از سطح دریا واقع شده‌است.